# 다니엘 세딘
다니엘 한스 세딘(스웨덴어: Daniel Hans Sedin, 1980년 9월 26일 ~ )은 스웨덴의 은퇴한 아이스하키 선수이다. 현역 시절 포지션은 레프트윙으로 내셔널 하키 리그(NHL)의 밴쿠버 커넉스에서 18시즌을 뛰었다. 쌍둥이 형인 헨리크도 아이스하키 선수로 활동했으며, 두 사람은 서로를 지원하는 쌍두마차로 유명했다. 선수 생활 동안에는 어시스트를 위주로 기록하여 플레이메이커로 활약한 형과는 달리 골 득점으로 활약하여 NHL 1306 경기 중 393골 648어시스트를 기록하여 밴쿠버 팀 전체 2위에 올랐다.
1997년 엘리트세리엔의 모도 하키에서 프로 경력을 시작했으며, 1999년에 헨리크와 올해의 스웨덴 아이스하키 선수상인 굴드푸켄을 공동 수상했다. 그는 모도 하키에서 4시즌(2004-05 NHL 록아웃으로 인한 임대 형식의 복귀 포함)을 활동했으며, 1999년과 2000년에 레 마트 트로피 2회 연속으로 결승전 진출에 기여했다. 1999년 NHL 드래프트에서 전체 2위로 밴쿠버 커넉스에게 지명된 후 2000-01 시즌에 NHL로 활동 무대를 옮겼다. 그는 NHL 전체 경력을 밴쿠버에서 보냈고 2016년에는 클럽 최고 골 득점자에 올랐다. 2005-06 시즌에는 클럽 최고의 선수로 오른 후 적어도 20골, 70포인트를 기록하여 그런 기록의 양상을 6시즌 동안 유지했다. 2011년에는 리그 최고의 포인트 득점자에게 주는 아트 로스 트로피와 현역 선수들이 선정한 리그에서 가장 뛰어난 선수에게 주는 테드 린지상을 받았고, MVP에게 주는 하트 메모리얼 트로피 수상 후보에 오르기도 했다. 스웨덴 국내에서도 헨리크와 함께 올해의 스웨덴의 스포츠 선수로 선정되며 빅토리아 장학금을 받았다.
스웨덴 국가대표팀의 일원으로 활동하여, 올림픽 3회, 세계 선수권 대회 4회, 세계 주니어 선수권 대회 2회, 유럽 주니어 선수권 대회 2회 참가했다. 그는 토리노에서 열린 2006년 동계 올림픽과 스톡홀름에서 열린 2013년 세계 아이스하키 선수권 대회에서 금메달을 획득했다. 그 후 소치에서 열린 2014년 동계 올림픽에서 은메달을 획득했고, 1999년과 2001년에 세계 선수권 대회에서 동메달을 획득했다.